# 오세홍
오세홍(吳世弘, 1951년 7월 17일~2015년 5월 22일)은 대한민국의 성우이다. 본관은 해주 오씨이다.
1969년 연극 배우로 활동하다가 1976년 DBS에 성우로 입사했으며, 언론통폐합으로 인해 KBS 성우극회 14기로 다시 분류되었다. 2008년 11월에는 고양시의 택시 회사에 입사하여 약 3년간 택시기사로 부업을 겸했다.
2015년 5월 22일, 오전 5시 20분경 항암 치료 중 병세가 악화되어 이때가 향년 63세의 나이로 세상을 떠났다. 담당 의료진은 2014년 5월 초 설암 진단을 내렸으며 이후 기도에 위치한 림프절까지 암이 전이, 병세가 악화되면서 간으로 번졌다고 말했다.

## 활동
1976년 동아방송 성우 7기로 입사했다. 이후 라디오 드라마에 단역으로 출연하였는데, 1978년에는 《신동아》의 연재 소설을 각색한 《산하》(山河)의 주제곡을 불러 화제가 되기도 했다.
1980년 동아방송은 KBS로 통합되었고, 1982년에는 KBS 소속 성우로 구성된 야구단 '성우'(聲優)의 창단 회원이 되기도 했으나, 이후 프리랜서로 활동하게 되었다.
1998년에는 옛 라디오 드라마를 그리워하는 후배들과 뜻을 모아 인터넷 라디오 방송국을 계획하였고, 1999년 2월 시험 방송을 시작하여 3월 1일 '옛날 방송국'으로 개국했다. 일일 연속극, 과거 드라마의 재구성, 패러디, 만화·애니메이션의 각색 등으로 인터넷 상에서 향수와 호기심을 불러 일으켜 큰 호응을 얻었으나, 1년 이상 운영되지 못했다.

## 문화방송과의 관계
한때 문화방송 더빙에도 참여한 적이 있었는데 90년대 후반에 영화배우 톰 크루즈의 더빙 역할을 맡았다. 그런데 당시 프로듀서가 배우에 비해서 목소리가 고령화가 되어보인다는 이유로 매치가 맞지 않는다며 성우를 교체함과 동시에 녹음분량도 삭제하면서 그 이후로는 문화방송 더빙 프로그램에 출연하지 않았다.

## 사망
2015년 5월 22일, 경기도 고양시 일산동구에 있는 국민건강보험공단 일산병원에서 설암으로 인해 구강암 악화로 입원치료를 받던 중 고인이 되었다. 
장례는 일산병원 장례식장에서 유족들의 요청에 따라 비공개 유족장으로 치러졌고 경기도 고양시에 있는 벽제승화원에서 화장식으로 안장되었다.
이후 고인이 맡아왔던 짱구 아빠(신영식, 일본명 : 노하라 히로시) 한국판 후임성우는 후배 성우인 김환진이 이어받게 되었다(TV판은 15기부터, 극장판은 22기 정면승부! 로봇아빠의 역습에서부터).

## 출연 작품

### 애니메이션
| - 짱구는 못말려 (SBS, 투니버스) (1~14기, X파일 1기, 극장판 1~21기) - 짱구 아빠(신영식, 신형만) - 드래곤볼 - 손오반 할아버지 - 슬램덩크 (비디오판) - 송태섭 - 검정고무신 (KBS) - 기영 / 기철 아버지 - 마스터 키튼 (투니버스) - 타이치 히라가 키튼 - 허니와 클로버 (애니맥스) - 하나모토 교수 / 택배원 - 아기공룡 둘리 (KBS) - 마이콜 / 가요제 심사위원 (콧수염) / 서커스단원 / 무장공비 - 빨강머리 앤 (KBS) - 길버트 - 스피드왕 번개 (SBS) - 오세홍 선생님 - 레미제라블 소녀 코제트 (애니원) - 자베르 - 기동전함 나데카 (SBS) - 바다(아키토) - 몬타나 존스 (MBC) - 알프레드 - 푸치니와 별난가족 (대교방송) - 빌리 아빠 - 루시와 ET독 (대교방송) - 스미스 - 엘리먼트 헌터 (KBS) - 사령관 - 4차원탐정 똘비 (KBS) - 다이나 - 엔젤릭 레이어 (투니버스) - 독고일 - 머신로보 바이칸 - 크로노스의 대역습 (비디오판) - 롬 - 채채퐁 김치퐁 (KBS) - 클레이번 - 마일로의 대모험 (KBS) - 가수 - 욕심쟁이 오리아저씨 (KBS) - 펜턴 크랙쉘 / 기즈모 덕 - 우주특공대 바이오맨 (VIDEO) - 레드 원(설용) / 내레이션(극 中 및 3, 5, 7, 9, 11편 예고) - 달려라 또뽀 (MBC) - 쥐 아저씨 - 범퍼킹 재퍼 (SBS) - 고물 선장 / 스네키 - 홈런왕 강속구 (KBS) - 람보맨 / 샌슨 - 가이스터즈 (MBC) - 빅터 - 은비까비의 옛날옛적에 (KBS) - 홍바람(2화) / 형(16화) / 소도둑(19화) / 사또(25화) - 하얀마음 백구 (SBS) - 동이와 솔이 아빠 - 마스크 (SBS) - 마스크 - 미안하다 사랑한다 (VOD) - 송대천 - 베르사이유의 장미 (비디오판) - 생 주스트 - 베르사이유의 장미 (KBS) - 베르나르 - 꼬마공룡 딩크 (SBS) - 스캣 - 출동! 바이오 용사 (KBS) - 스포츠 원 - 천하무적 슈라트 (KBS) - 번개왕 인드라 / 해왕 안테라 - 렛츠 댄스 (KBS) - 지운 아버지 | - 전격전대 체인지맨 (VIDEO) - 체인지 드래곤 - 녹색의 전설 (투니버스) - 치민 - 꼬꼬리코 돌격대 (SBS) - 피터 - 햇살나무 (KBS) - 삼촌 / 마을 이장 - 공룡, 타임머신을 타다 (KBS) - 드위프 - 스킵비트 (애니맥스) - 타카라다 로리 - REC (애니맥스) - 부장 / 에로게 프로듀서 - 블랙캣 (애니맥스) - 자기네 / 샤르뎅 - 판타스틱 칠드런 (애니맥스) - 토마 아빠 - 건담 0083 스타더스트 메모리 (애니박스) - 시냅스 - 건담 0083 지온의 잔광 (애니박스) - 시냅스 - 머신로보트 (VIDEO) - 롬 - 알펜로즈 (VIDEO) - 내레이션 / 구루몽 백작 - 아기천사 두두 (VIDEO) - 민용필 - 우주경찰 저스티 (VIDEO) - 저스티 - 바이오 로보트 짱가 (VIDEO) - 짱가 - 바람의 성흔 (애니맥스) - 종주 - 기동무투전 G건담 (투니버스) - 원수상 - 정말 웃기는 마을 (니켈로디언) - 말 - 명탐정 코난: 수평선상의 음모 (투니버스) - 공도하 선장 - 붉은 돼지 (MOVIE) - 커티스 - DNA² (애니맥스) - 엄마찾아 삼만리 (KBS) - 내 친구 팅구 (SBS) - 원탁의 기사 (KBS) - 아더 - 우주선장 율리시즈 (KBS) - 유미오 - 트윈스피카 (투니버스) - 윤현제 - 곰돌이와 비키의 모험 (EBS) - 해피독 - 꿀꿀! 페파는 즐거워 (EBS) - 내레이션 - 빛의 전사 레나 (EBS) - 오슬로 - 샐러리맨 딜버트 (EBS) - 딜버트 - 아이들이 사는 성 (EBS) - '네 잘못이 아니야'편 아빠, 경찰관 2 - 하얀 물개 (EBS) - 하얀 물개 - 샐리의 그림일기 (대교방송) - 내레이션 - 빛돌이 우주 2만리 (SBS) - 나찬별 - 꼬마 생쥐 메이지 (EBS) - 내레이션 - 백수왕 고라이온 (VIDEO) - 코가네 아키라 (케이스) - 신밧드의 모험 (KBS) - 알리바바 |

### 유아 비디오
- 장나라의 팡팡 동요나라 VHS - 두기

### 특수촬영 드라마
- 형제전사 에이스맨 (VIDEO) - 함성권
- 우주특공대 바이오맨 (VIDEO) - 설용
- 95영웅 울트라맨 (VIDEO) - 켄이치 카이
- 전격전대 체인지맨 (VIDEO) - 츠루기 히류 / 박태일

### 외화

#### 전담 배우
톰 행크스
- 시애틀의 잠 못 이루는 밤 (KBS) - 샘 볼드윈
- 캐스트 어웨이 (KBS) - 척
- 터미널 (KBS) - 빅터 나보스키
- 댓 싱 유 두 (KBS) - 화이트
- 폴라 익스프레스 (SBS) - 기관장
- 포레스트 검프 (KBS) - 포레스트 검프
- 캐치 미 이프 유 캔 (SBS, KBS) - 칼 핸래티
- 필라델피아 (KBS) - 앤드류 벡켓
- 스플래시 (KBS) - 앨렌
- 유브 갓 메일 (SBS, KBS) - 조 폭스
- 다빈치 코드 (KBS) - 로버트 랭던
- 머니 핏 (KBS) - 월터
- 그들만의 리그 (KBS) - 지미 듀건

존 말코비치
- 사선에서 (KBS) - 리어리 / 부스
- 콘 에어 (KBS) - 사이러스
- 메리 라일리 (KBS) - 지킬 / 하이드
- 존 말코비치 되기 (KBS) - 말코비치
- 위험한 관계 (KBS) - 발몽 자작

팀 로빈스
- 코드 46 (KBS) - 윌리엄 겔드
- 허드서커 대리인 (KBS) - 노빌 반즈
- 사랑도 리콜이 되나요 (KBS) - 이안
- 낫씽 투 루즈 (KBS) - 닉 빔
- 쇼생크 탈출 (KBS) - 앤디 듀프레인
- 우주 전쟁 (SBS) - 할란 오길비
- 아이큐 (MBC) - 에드

빌리 크리스탈
- 아메리칸 스윗하트 (KBS) - 리
- 굿바이 뉴욕 굿모닝 내 사랑 (SBS) - 미치
- 굿바이 뉴욕, 황금을 찾아라 (SBS) - 미치
- 해리가 샐리를 만났을 때 (SBS) - 해리 번스
- 애널라이즈 디스 (SBS, KBS) - 벤 소벨
- 애널라이즈 댓 (SBS) - 벤 소벨
- 파더스 데이 (SBS) - 잭

톰 크루즈
- 컬러 오브 머니 (KBS) - 빈센트
- 탑건 (KBS) - 메버릭 대위
- 칵테일 (KBS) - 브라이언

윌 패튼
- 모스맨 (SBS) - 고든 스몰우드
- 아마겟돈 (KBS) - 찰스
- 리멤버 타이탄 (KBS) - 요스트

#### 드라마
- 엑스파일 (시즌 2, 4~9, KBS) - 알렉스 크라이첵 (니콜라스 리아)
- 프리즌 브레이크 시즌 1~2 (SBS) - 헤이와이어 (실라스 웨어 밋첼)
- 떴다! 트레이시 (어린이TV) - 마이크
- 삼국지 (KBS) - 노숙
- 초한지 (KBS) - 소하
- 아틀란티스 (KBS) - 미노스 왕 (알렉산더 시디그) / 티콘 (존 해나)
- 삼총사 (KBS) - 모부아생 (앤턴 레서)
- ER (텔레비전) - 닥터 그린 (앤서니 에드워즈)
- 닥터 후 (KBS) - 피트 타일러 (샤운 딩월) / 마스터 (존 심)
- 데미지 (KBS) - 톰 (테이트 도노반)
- 콜드 케이스 (KBS) - 로슨 / 프레디
- 투명인간 (KBS) - 케빈 포키스 (데이빗 버크)
- 심해원정대 오르페우스호 (KBS) - 글렘 (제임스 네즈빗)
- 오우삼의 미션 특급 (KBS) - 빅터 맨스필드 (니콜라스 리아)
- 천재소년 두기 (KBS) - 비니 델피노 (맥스 카셀라)
- 사브리나 (KBS) - 살렘 (닉 바케이)
- 스타는 괴로워 (KBS) - 제트의 아버지
- 남과 북 (KBS) - 빌리 (존 스톡웰)

#### 영화
- 레인 피플 (KBS) - 킬러 (제임스 칸)
- 집념의 추적자 (KBS) - 세르주 (톰 콘티)
- 슈퍼맨 3 (KBS) - 지미 (마크 매클루어)
- 툼 레이더 (KBS) - 파웰 (이언 글렌)
- 덤 앤 더머 (SBS) - 로이드 크리스마스 (짐 캐리)
- 에이스 벤츄라 (SBS) - 에이스 벤츄라 (짐 캐리)
  - 에이스 벤츄라 2 (SBS) - 에이스 벤츄라 (짐 캐리)
- 쿨러닝 (KBS) - 상카 (더크 E. 더그)
- 스타쉽 트루퍼스 (KBS) - 젠더 (패트릭 멀둔)
- 헌팅 파티 (KBS) - 보리스 (마크 아이바니르)
- 프레리 홈 컴패니언 (KBS) - 무대감독 (팀 러셀)
- 미스 포터 (KBS) - 경매 진행자(도미닉 켐프)
- 헬렌켈러의 위대한 스승, 애니 설리번 (2000년, 월트 디즈니사 제작, EBS 가족극장에서 우리말로 옮겨서 방영함) - 헬렌 켈러의 아버지 아서 켈러
- 3:10 투 유마 (KBS) - 찰리 (벤 포스터)
- 엘 시크레토: 비밀의 눈동자 (KBS) - 산도발 (기예르모 프란첼라)
- 코쿤 (SBS) - 잭 보너 (스티브 구텐버그)
- 아이언맨 (KBS) - 인센 (숀 토브) / 군인 (팀 귀니)
- 백 투 더 퓨처 (SBS) - 조지 (크리스핀 글로버)
- 백 투 더 퓨처 2 (SBS) - 조지 (제프리 웨이스먼)
- 백 투 더 퓨처 3 (SBS) - 조지 (제프리 웨이스먼)
- 칠 팩터 (SBS) - 리차드 롱 박사 (데이비드 페이머)
- 스키아카데미 (SBS) - 머레이 (레슬리 조던)
- 사라의 미로여행 (SBS) - 자레드 (데이비드 보위)
- 아이가 커졌어요 (KBS) - 웨인 (릭 모라니스)
- 마운틴 패트롤 (KBS) - 르타이 (둬부제)
- 천국의 책방 - 연화 (KBS) - 야마키 (하라다 요시오)
- 박사가 사랑한 수식 (KBS) - 박사 (테라오 아키라)
- 하이랜더 (KBS) - 맥클라우드 (크리스토퍼 램버트)
- 핀지콘티니가의 정원 (KBS) - 조지오 (리노 카폴리치오)
- 카운터피터 (KBS) - 살로몬 소로비치 (칼 마르코비츠)
- 퍼햅스 러브 (KBS) - 니에원 (장학우)
- 재회 (KBS) - 라오씨에 (청 타이셩)
- 하비와 밥이 만났을 때 (KBS) - 하비 (이안 하트)
- 나쁜 녀석들 (KBS) - 하워드 반장 (조 판톨리아노)
- 몬스터 볼 (KBS) - 행크 그로토스키 (빌리 밥 손턴)
- 에일리언 2 (KBS) - 비숍 (랜스 헨릭슨)
- 파이어 스톰 (KBS) - 셰이 (윌리엄 포사이스)
- 투 웡 푸 (KBS) - 버질 (알리스 하워드)
- 옥시즌 (KBS) - 팀 (테리 키니)
- 비상근무 (KBS) - 해즈매트 (네스토르 세라노)
- 칠판 (KBS) - 리부아르 (바흐만 고바디)
- 거장의 장례식 (KBS) - 요요 (갈 우)
- 에린 브로코비치 (KBS) - 조지 (에런 엑하트)
- 늑대의 후예들 (KBS) - 장 프랑 (뱅상 카셀)
- 스튜어트 리틀 (KBS) - 아빠 (휴 로리)
- 스튜어트 리틀 2 (KBS) - 아빠 (휴 로리)
- 데니스 P (KBS) - 티파니 의부 (스요르드 플레지어)
- 소피 숄의 마지막 날들 (KBS) - 모어 (알렉산더 헬트)
- 일급 살인 (KBS) - 제임스 (크리스천 슬레이터)
- 스톰 셀 (KBS) - 션 (로버트 몰로니)
- 엠마 (KBS) - 나이틀리 (제러미 노섬)
- 뮌헨 (KBS) - 로버트 (마티유 카소비츠)
- 밀리언즈 (KBS) - 로니 (제임스 네스빗)
- 하나 그리고 둘 (KBS) - NJ (오념진)
- 로켓 맨 (KBS) - 프레드 (할랜드 윌리엄스)
- 미지와의 조우 (KBS) - 니어리 (제임스 프랜시스커스)
- 갈매기의 꿈 (KBS) - 조나단 (제임스 프란시스커스)
- 트윈스 (KBS) - 빈스 (대니 드비토)
- 버디 (KBS) - 버디 (매튜 모딘)
- 도시의 블루스 (KBS) - 바비 (피터 폰다)
- 스네이크 아이 (KBS) - 케빈 (게리 시니즈)
- 죽은 시인의 사회 (KBS) - 녹스 (조시 찰스)
- 뮤직 오브 하트 (KBS) - 브라이언 (에이던 퀸)
- 베토벤 (EBS) - 바닉 (딘 존스)
- 헬렌 켈러의 위대한 스승, 애니 설리번 (EBS) - 아서 켈러 (데이비드 스트래선)
- 사랑의 마을 에버우드 (EBS) - 헤럴드 에보트 박사 (톰 아만데스)
- 진실의 두 얼굴 (SBS) - 엘리엇 로젠 (밥 밸러번)
- 마이키 이야기 (SBS) - 마이키 (브루스 윌리스)
- 보디 에일리언 (KBS) - 스티브 맬론 (테리 키니)
- 애들이 줄었어요 (KBS) - 웨인 스잘린스키 (릭 모라니스)
- 애니 홀 (KBS) - 앨비 싱어 (우디 앨런)
- 변신전사 트랜스 토디 - 조수 (오동태) (문용민)
- 이지 라이더 (KBS) - 와이어트 (피터 폰다)
- 첨밀밀 (KBS) - 주방장 (장동조) / 집주인 (정우)
- 칼리의 열 번째 여름 (KBS) - 칼
- 무서운 영화 2 (KBS) - 교수
- 에블린 (KBS) - 베런 (에이던 퀸)
- 쉬즈 올 댓 (KBS) - 아빠
- 패컬티 (KBS) - 펄롱 교수 (존 스튜어트)
- 맨발의 경영자 (KBS) - 월른버그 국장
- 왕자와 거지 (KBS) - 톰 (마크 레스터)
- 못말리는 가족 (KBS) - 슈테판
- 고인돌가족 플린스톤 (KBS) - 바니
- 공포의 특급열차 (KBS) - 릭
- 나일의 대모험 (KBS) - 알자하라
- 천국의 속삭임 (KBS) - 미르코의 아빠(시몬 콜롬바리)
- 원스 어폰 어 타임 인 아메리카 (KBS)
- 데이트 소동 (KBS)
- 라스트 모히칸 (KBS)
- 모스트 원티드 (KBS)
- 페이스 오프 (KBS)
- 벤허(KBS) - 드루수스 (테런스 롱던)
- 콰이강의 다리(KBS) - 베이커 (해롤드 굿윈)
- 킴 베신저의 쿨 월드 (SBS)
- 메이저 리그 2 (SBS)
- LA 스토리 (SBS)
- 시티 오브 엔젤 (KBS) - 조든 (콜름 피오)
- 스티븐 킹의 토미노커스 (KBS)
- 프린세스 브라이드 (KBS)
- 미스터 디즈 (KBS)
- 투명인간 (KBS)
- 콘스탄틴 (SBS) - 비먼 (맥스 베커)
- 섀도우 프로그램
- 돼지코 아기공룡 임피의 모험 (KBS)
- 신의 손 (KBS) - 해럴드 토마스 (클라이튼 르뵈프)
- 레알 (SBS) - 토마스 비아스 (하비에르 알바라)
- 아이를 빌려드립니다 (KBS)
- 그랑블루 (KBS) - 로랜스 박사 (폴 셰나)
- 콘스탄트 가드너 (KBS) - 버나드 펠레그린 (빌 나이)
- 나 홀로 집에 (KBS) - 루이스 (릭 모라니스)
- 달려라 청춘 (KBS) - 데이브 (데니스 크리스토퍼)
- 뉴욕 세 남자와 아기 (KBS) - 마이클 (스티브 구텐버그)
- 마농의 샘 (KBS)
- 이중 노출 (KBS) - 지미 (데이비드 카루소)
- 에일리언 3 (KBS) - 비숍 (랜스 헨릭슨)
- 네이비 실 (MBC) - 호킨스 (찰리 신)
- 조니 카파할라, 눈 위의 서퍼 (EBS) - 할아버지 (캐리-히로유키 타가와)
- 조니 카파할라 (EBS) - 할아버지 (캐리-히로유키 타가와)
- 지금은 통화중 (KBS) - 이브 남편 (애덤 아킨)
- 7인의 독수리 (KBS)
- 슈퍼맨 (85년 더빙판/KBS) - 어린 클라크 켄트 (제프 이스트)
- 뉴욕 뉴욕 (KBS) - 지미 도일 (로버트 드 니로)
- 비버리 힐스 캅 2 (SBS) - 액슬 (에디 머피)
- 에이스 벤츄라 (SBS) - 에이스 벤츄라 (짐 캐리)
- 아이언 이글 (SBS) - 더그 (제이슨 게드릭)
- 내 마음의 수호천사 (KBS) - 시드 (존 터투로)
- 고스트 버스터즈 (KBS) - 루이스 (릭 모라니스)
- 델리카트슨 사람들 (KBS) - 루이종 (도미니크 피뇽)
- 아스테릭스 (KBS) - 테트리우스 (로베르토 베니니)
- 사랑의 마라톤 300마일 (KBS) - 바비 (페페 세르나)
- 딥 라이징 (KBS) - 캔튼 (안소니 힐드)
- 20 30 40 (KBS) - 수트 (황건화)
- 이브닝 (KBS) - 버디와 라일라의 아버지(배리 보츠윅) / 필(크리스 스탁)
- SAS 특공대 (KBS) - 프로이드(알베르트 포르텔) / 경찰(마틴 제이콥스)
- 사랑의 빛 (KBS) - 마이클(벤 말리) / 피터(마이클 맥크리어리)
- 노인과 바다 (KBS) - 톰(게리 콜)
- 소림36동자 (SBS) - 주천
- 진실의 두 얼굴 (SBS) - 로젠 (밥 발라반)

### 라디오 드라마

#### KBS
라디오 극장 (KBS 한민족 방송)
- 2007.09.01 ~ 2007.09.30 아나톨리김 <아버지숲>
- 2010.08.01 ~ 2010.08.31 김성종 <최후의 증인> (오형사)

KBS 무대 (KBS 한민족 방송)
- 2001.02.11 우리들의 자리 (김진우)
- 2004.12.12 목탁새 (자원)
- 2007.06.09 쇠고기 반근 (노부장)
- 2007.08.04 마지막 약속 (박만호)
- 2008.01.12 대설주의보 (최부장)
- 2008.05.03 갈릴레오를 아십니까? (김주임)
- 2008.09.13 그대 다시는 고향에 가지 못하리 (오씨)
- 2008.10.18 2박3일 이승여행기 (1남)
- 2009.06.13 방심사(放心寺)로 가는 길 (장거사)
- 2009.07.25 바람이 전하는 말 (이명원)
- 2009.11.14 그 남자의 가을(김현기)
- 2010.05.15 달의 바다(민호)

#### SBS
라디오 북카페 (SBS 러브 FM)
- 2012.08.27 ~ 2012.09.21 니코스 카잔차키스 <그리스인 조르바> (나)

### 한국 영화 / 드라마
- 야인시대 (SBS) - 미나미 총독
- 4인용 식탁 (KBS) - 판사 (배우로 출연)
- 결정적 한방 - 여당 의원 2 (배우로 출연)
- 홍길동의 후예 - 임종 홍길동 (배우로 출연)
- 야수 - 판사 (배우로 출연)

### 다큐멘터리
- 다큐 10+(EBS) 핵무기 개발 첩보전 - 1부 핵전쟁의 위기
- 다큐 10+(EBS) 핵무기 개발 첩보전 - 2부 소련에 핵 기밀을 넘기다
- 다큐 10+(EBS) 핵무기 개발 첩보전 - 3부 오펜하이머와 수소폭탄
- 다큐 10+(EBS) 핵무기 개발 첩보전 - 4부 이스라엘의 비밀
- 다큐 10+(EBS) 오스왈드의 망령 - 제 3부 존 에프 케네디
- 다큐 10+(EBS) 미국은 어디로 가고 있는가 - 제 2편 법정에 선 다윗, 진화론 對 지적설계론
- 다큐 10+(EBS) 제국의 건설, 이집트 - 제 1부 고대 이집트의 야망 피라미드 영원의 금자탑(내레이션)
- 다큐 10+(EBS) 제국의 건설, 이집트 - 제 2부 고대 이집트의 야망 요새, 왕묘, 그리고 신전들(내레이션)
- 다큐 10+(EBS) 우리 곁에 와 있는 미래 - 생명공학 혁명(내레이션)
- 세계의 눈(EBS) 시라소니, 야생으로 돌아가다(내레이션)
- 세상의 모든 다큐(KBS) 조나단의 남미 여행 1부 - 칠레와 볼리비아(내레이션)
- 세상의 모든 다큐(KBS) 조나단의 남미 여행 2부 - 콜롬비아와 베네수엘(내레이션)
- 세상의 모든 다큐(KBS) 조나단의 남미 여행 2부 - 브라질(내레이션)
- 세상의 모든 다큐(KBS) 지구 에너지의 미래 해설(내레이션)
- 세상의 모든 다큐(KBS) 우정의 나무 자전거(내레이션)
- 세상의 모든 다큐(KBS) 49년의 동행 - 1부(내레이션)
- 세상의 모든 다큐(KBS) 49년의 동행 - 2부(내레이션)
- 세상의 모든 다큐(KBS) 49년의 동행 - 3부(내레이션)
- 세상의 모든 다큐(KBS) 셰익스피어와 함께하는 이탈리아 기행 - 1편 꿈의 나라(내레이션)
- 세상의 모든 다큐(KBS) 셰익스피어와 함께하는 이탈리아 기행 - 1편 낭만의 나라(내레이션)
- 세상의 모든 다큐(KBS) 신기한 재료의 세계 - 제1편 금속(내레이션)
- 세상의 모든 다큐(KBS) 신기한 재료의 세계 - 제2편 플라스틱(내레이션)
- 세상의 모든 다큐(KBS) 신기한 재료의 세계 - 제3편 세라믹(내레이션)
- 세상의 모든 다큐(KBS) 말더듬이 왕 조지 6세(내레이션)
- 세상의 모든 다큐(KBS) 미켈란젤로, 비밀의 베일을 벗다(내레이션)

### 광고
- 대일화학
- KTF
- 서울우유
- 타이어뱅크 (With 박영남,강희선)

### 방송
- KBS 2TV 혼자서도 잘해요 - 늑돌이